# Actia maksymovi
Actia maksymovi är en tvåvingeart som beskrevs av Louis-Paul Mesnil 1952. Actia maksymovi ingår i släktet Actia och familjen parasitflugor. Arten är reproducerande i Sverige. Inga underarter finns listade i Catalogue of Life.